# Eleições parlamentares em Nauru em abril de 2010
As eleições parlamentares nauruanas de 2010 foram realizadas em 24 de abril. Cerca de 10.000 pessoas votaram neste pleito.

## Resultados
| Candidatos                           | Assentos |
| ------------------------------------ | -------- |
| Aliados a Marcus Stephen desfiliados | 9        |
| Outros                               | 9        |
| Total                                | 18       |

## Fonte
- (em inglês) Nauru election returns identical parliament